# Western Grove
Western Grove város az Amerikai Egyesült Államok Arkansas államában, Newton megyében. Lakosainak száma 354 fő (2020. április 1.).

## Népesség
A település népességének változása:

| 2010 | 384 |
| 2020 | 354 |